# Ola Klippvik
Ola Klippvik, född 1974 på Öland, är en svensk författare. Han debuterade 2005 med Sportsmän och gav 2016 ut diktboken Tvåtaktsknatter – en dikt om svenska skogen. Den uppmärksammade trilogin Vikbodagbok I-III skildrar författarens tillvaro på Vikbolandet, där han sen många år är bosatt.

## Översättningar
- 2016 – Ralph Waldo Emerson: Självförtröstan, Vikbopress
- 2020 -- Ralph Waldo Emerson: Naturen och andra essäer, Norstedts